# L'Air du Temps (perfume)
L'Air du Temps é um perfume feminino da casa de moda francesa Nina Ricci.  Foi criada em 1948 pelo perfumista francês Francis Fabron, em colaboração com o filho de Nina Ricci, Robert (1905–1988), que procurou expandir os negócios da casa para uma perfumaria dentro de casa. Na sua produção original, o perfume estava contido num frasco desenhado por René Lalique. Este perfume é considerado um dos perfumes mais vendidos da época.
No filme O Silêncio dos Inocentes de 1991, Hannibal Lecter identifica L'Air du Temps como um perfume às vezes usado por Clarice Starling.